# VNI
VNI可以指：

由美籍京人胡成越(Hồ Thành Việt)制作的
- 越南语国语字办公软件
- 越南语国语字编码
- 越南语国语字输入法

|  | 这是一个同类索引条目，列出擁有相同或近似名稱的同類型項目。 若您循內部連結來到此頁面，請考慮修正該，將其指向正確的條目。 |